# Quentin Davies

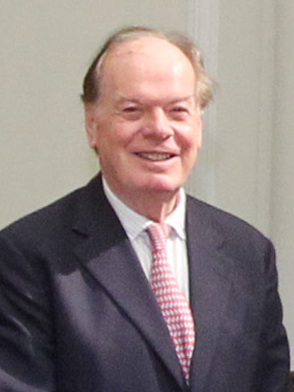
Quentin Davies, 2015

John Quentin Davies, Baron Davies of Stamford (* 29. Mai 1944 in Oxford, England; † 13. Januar 2025) war ein britischer Politiker (Labour Party) und Life Peer.

## Leben und Karriere
Davies wurde in Oxford als Sohn eines Arztes geboren, der in der Royal Air Force tätig war. Er besuchte die örtliche Quäkerschule Leighton Park School in Reading und studierte dann Geschichte am Gonville and Caius College der University of Cambridge, wo er 1966 als Bachelor of Arts mit Auszeichnung abschloss. Er war Frank Knox Fellow an der Harvard University.
Davies schloss mit einem Diplom in Diplomatie ab und war anschließend im diplomatischen Dienst tätig. Von 1967 bis 1969 war er Dritter Sekretär (Third Secretary) des Foreign and Commonwealth Office, von 1969 bis 1972 Zweiter Sekretär (Second Secretary) an der Botschaft in Moskau. Von 1973 bis 1974 war er einer von mehreren Sekretären (First Secretary) im Foreign and Commonwealth Office. 1974 verließ er den diplomatischen Dienst.
In der Folgezeit war Davies für Morgan Grenfell tätig. Von 1974 bis 1978 war er als Assistant Director tätig, von 1978 bis 1981 als Generaldirektor (Director-General) und Präsident von Morgan Grenfell France. Von 1981 bis 1987 war er Direktor des Vorstandes (Main Board) und Vorsitzender (Head) der European Cooperation Fin. Von 1987 bis 1993 war er als Berater (Consultant) aktiv.

## Mitgliedschaft im House of Commons
Davies trat erstmals 1977 für den Wahlkreis Birmingham Ladywood für die Conservative Party an, unterlag aber John Sever. 1987 wurde er für den Wahlkreis Stamford and Spalding mit einer Mehrheit von 13.991 Stimmen ins House of Commons gewählt und vertrat diesen Wahlkreis bis 1997. Nach dessen Auflösung vertrat er den neu gebildeten Wahlkreis Grantham and Stamford.
Davies hatte mehrere Positionen als Parlamentarischer Staatssekretär inne. Von 1988 bis 1990 übte er dieses Amt unter Ministerin Angela Rumbold im Department of Education and Science und von 1990 bis 1991 im Home Office aus.
1996 wurde Davies mit dem Parliamentarian of the Year Award der Zeitschrift The Guardian ausgezeichnet. Im selben Jahr ernannte ihn BBC Radio 4 Backbencher of the Year.
Nachdem die Konservativen nicht mehr die Regierung stellten, wurden ihm mehrere Schattenämter übertragen. Von 1998 bis 1999 war er Schattenminister für Pensionen (Shadow Minister for Pensions), von 1999 bis 2000 Schatten-Paymaster General, Schattenminister für Verteidigung von 2000 bis 2001 bzw. Oppositionssprecher für Verteidigung erneut ab 2008, von 2001 bis 2003 Schattenminister für Nordirland (Shadow Secretary of State for Northern Ireland).
Davies gehörte im Unterhaus mehreren Sonderausschüssen an: Standards and Privileges 1995 bis 1997 und 1997 bis 1998, Treasury 1997 bis 1998, European Scrutiny 1998, und International Development von 2003 bis 2007. Er war Mitglied im Sonderausschuss Joint Committee on Tax Law Rewrite Bills von 2007 bis 2009 und ist seit 2007 Mitglied im Sonderausschuss Regulatory Reform. Außerdem gehörte er mehreren weiteren Ausschüssen an: Finanzen (Finance) von 1991 bis 1997, Handel und Industrie (Trade and Industry) von 1991 bis 1995, von 1995 bis 1998 war er stellvertretender Vorsitzender des Conservative Party Committee for Trade and Industry. Von 1996 bis 1998 gehörte er dem Standards and Privileges Committee an. Von 1997 bis 1998 war er Mitglied des Euro Legislation Committee. Von 2006 bis 2007 war er Vorsitzender der Conservative Group for Europe.
Am 5. Oktober 2008 wurde Davies in die Regierung befördert. Er wurde Parlamentarischer Staatssekretär (Parliamentary Under-Secretary of State) des Defence Equipment and Support im
Verteidigungsministerium des Vereinigten Königreichs. Davies ersetzte Ann Taylor, Baroness Taylor of Bolton, sowohl als Staatssekretär und Defence Procurement Minister.
Als seine politischen Interessen nannte Davies auf der Seite des House of Commons Verteidigungspolitik, Handel und Industrie, Finanzen, das Agrarwesen, Gesundheitspolitik Tierschutz, staatliche Rentenversicherung und Pensionszahlungen und Entwicklungshilfe. Als Länder von besonderem Interesse nannte er die anderen Staaten der EU, sowie die USA und Russland.

## Wirken in der Öffentlichkeit

### Wechsel von der Conservative Party zur Labour Party
Am 26. Juni 2007 verließ Davies die Conservative Party und trat am Vorabend von Gordon Browns Amtsübernahme als Premierminister zur Labour-Fraktion über.
Seine Entscheidung machte Davies in einem Brief an den Tory-Vorsitzenden David Cameron öffentlich, in dem er schrieb: „Unter Ihrer Führung scheint mir die Conservative Party kollektiv aufgehört zu haben, an etwas zu glauben oder für etwas einzutreten. Sie hat kein Fundament. Sie existiert auf Treibsand. Ein Gefühl der Mission wurde durch eine PR-Agenda ersetzt.“ Davies fuhr folgendermaßen fort: „Ich freue mich darauf in eine andere Partei einzutreten, welche gerade einen Anführer bekommen hat, den ich immer sehr bewundert habe. Er ist meiner Meinung nach ganz einfach geblieben und hat eine überragende Leistung erbracht und besitzt eine klare Vision für die Zukunft unseres Landes welche ich voll und ganz teile.“ Er beschuldigte David Cameron der „Oberflächlichkeit, Unzuverlässigkeit und eines offensichtlichen Mangels an klaren Überzeugungen.“ Er sagte, „dass diese Qualitäten ihn von der angestrebten nationalen Führungsrolle ausschließen würden.“
Zwei Jahre vor seinem Übertritt beschrieb er in einer Rede im House of Commons Gordon Brown als „außerordentlich inkompetent“, „unvorsichtig“, „außergewöhnlich naiv“ und sagte im Fazit: „Ich vertraue und glaube, dass dem Schatzkanzler etwas Unangenehmes bei den Wahlergebnissen in nächster Zeit bevorsteht. Dafür hat er niemanden anderes als sich selbst die Schuld zu geben.“

### Spesenskandal
2009, während des Spesenskandals britischer Parlamentarier, behauptete der Sunday Mirror, dass Davies Ausgaben in Höhe von £ 10.000, und somit Geld der Steuerzahler, für Reparaturen an Fensterrahmen in seiner Zweitwohnung, einem Anwesen aus dem 18. Jahrhundert, geltend gemacht habe, während er in seinem Haupthaus in Westminster lebte. Bemerkenswert dabei war, dass diese Anschuldigung gegen einen Labour-Abgeordneten in einer Zeitung erschien, die dafür bekannt ist, die Labour Party zu unterstützen. Davies wurde 2009 zum Aushängeschild für den Spesenskandal. Davies hatte nämlich 2008 in seinen gegenüber der Labour Party abgegebenen Spesenaufstellungen versucht, £20.700 als Reparaturkosten für den Glockenturm seines, auf einem Wert von £5 Millionen geschätzten Hauses Frampton Hall als zusätzliche Kostenerstattung geltend zu machen. Die Summe wurde später auf £5,376 geändert. Davies’ Spesen als Abgeordneter lagen oft über dem Durchschnitt.

### Kritik an der Ausgabenpolitik des Verteidigungsministeriums
Weniger als einen Monat nach Übernahme der Verantwortlichkeit für die Defence Equipment and Support-Organisation geriet Davies unter Druck, als Major Sebastien Morley, Commander des Special Air Service in Afghanistan, aufgrund von „chronischer Unterfinanzierung“ der militärischen Ausrüstung der Truppe zurücktrat. Er nannte das Verhalten der Regierung zur Prüfung der Mängel an der militärischen Ausrüstung „bestenfalls unbekümmert, schlimmstenfalls kriminell.“ Morley war zurückgetreten, nachdem vier Soldaten unter seinem Kommando getötet worden waren, während sie in Landrovern vom Typ „Snatch“ stationiert waren, welche nur leicht gepanzert sind und gegen Bomben am Straßenrand keinen Schutz bieten; die Landrover des Modells „Snatch“ wurden von den Soldaten als „mobile Särge“ beschrieben. Die Regierung forderte mittlerweile neue, gepanzerte Transportfahrzeuge an, um die Sicherheit zu erhöhen und Todesfälle zu vermeiden. Davies fügte hinzu, dass es nicht die Absicht der Regierung sei, das Leben britischer Soldaten geringzuschätzen, und sagte, es sei „sehr überraschend und traurig“, die Angaben des früheren Commanders zu hören. Bei seinem Truppenbesuch in Afghanistan zeigten sich die Soldaten, mit denen er sprach, zufrieden über die gelieferten Geräte. Er sagte: „Offensichtlich gibt es Situationen, wo, im Rückblick, ein Commander die falsche Ausrüstung, das falsche Fahrzeug gewählt hatte für eine Patrouille oder für eine Bedrohung, der begegnet werden musste, was dann Verluste zur Folge hatte.“

## Mitgliedschaft im House of Lords
Davies wurde am 8. Juli 2010 zum Life Peer als Baron Davies of Stamford, of Stamford in the County of Lincolnshire, ernannt und am gleichen Tag offiziell ins Oberhaus eingeführt. Dabei wurde er von Peter Temple-Morris, Baron Temple-Morris und Giles Radice, Baron Radice unterstützt. Seine Antrittsrede im House of Lords hielt er am 27. Juli 2010.
Als seine politischen Interessen gab er auf der Webseite des House of Lords Verteidigungspolitik, Handel und Industrie, Finanzen, Landwirtschaft, Gesundheitswesen, Öffentliche Wohlfahrtspflege, Renten und Entwicklungen in Übersee an. Als Staaten von besonderem Interesse nannte er die anderen EU-Staaten, sowie die USA und Russland.

## Weitere Ämter und Ehrungen
Davies war von 1987 bis 1996 Direktor von Dewe Rogerson International. Von 1999 bis 2000 war er Direktor der Société Générale d'Entreprise S.A. (S.G.E.). Seit 2003 ist er Direktor von Vinci SA and Vinci Public limited Company.
Er erfüllt auch mehrere Funktionen als Berater. Seit 1993 berät er das Chartered Institute of Taxation. 1993 wurde er Member of Chartered Institute of Transport (MCIT). Von 1993 bis 2000 war er für NatWest Markets tätig, von 2000 bis 2003 für Royal Bank of Scotland Global Markets. 2004 war er Mitglied des Aufsichtsrates (Council) von Lloyd’s of London.
Davies war Freeman der City of London. Er war Liveryman der Worshipful Company of Goldsmiths.

## Familie
Davies heiratete 1983 Chantal Tamplin, die Tochter von Lt.Col Richard Tamplin, in der Kirche von Irnham. Sie war seine Parlamentarische Assistentin. Gemeinsam hatten sie zwei Söhne. Sie lebten auf dem Landsitz Frampton Hall in Frampton.
Davies hatte einen Bruder, Richard, einen erfolgreichen Finanzier, dessen Tochter Jessica Davies von einem französischen Gericht zu einer Haftstrafe von 15 Jahren wegen des Mordes verurteilt wurde.

## Veröffentlichungen
- 1996: Britain and Europe: A Conservative View, London Conservative Group for Europe